# Comuna Serednii Uhrîniv, Kaluș
Serednii Uhrîniv (în ucraineană Середній Угринів) este o comună în raionul Kaluș, regiunea Ivano-Frankivsk, Ucraina, formată din satele Serednii Uhrîniv (reședința) și Starîi Uhrîniv.

## Demografie
Componența lingvistică a comunei Serednii Uhrîniv
     Ucraineană (99,47%)
     Alte limbi (0,53%)
Conform recensământului din 2001, majoritatea populației comunei Serednii Uhrîniv era vorbitoare de ucraineană (99,47%), existând în minoritate și vorbitori de alte limbi.